# Wilhelm Klink
Wilhelm Klink (* 1936) ist ein ehemaliger deutscher Radsportler, der vor allem im Querfeldeinrennen aktiv war.
Klink gehörte der RSG Lauchhammer an. Er wurde 1960 DDR-Meister im Querfeldeinrennen. 1961 startete er für die DDR bei der UCI-Weltmeisterschaft im Querfeldeinrennen in Hannover. Klink wurde beim Sieg von Rolf Wolfshohl als 16. bester DDR-Fahrer.